# Gran Muralla Xinesa
La Gran Muralla xinesa (en xinès: 长城, pinyin: Chángchéng; literalment, 'muralla llarga'), també coneguda a la Xina com a 万里长城, pinyin: Wànlǐ Chángchéng, la Gran Muralla de 10.000 li, és un antic conjunt de fortificacions i muralles de pedra i terra construïdes per tal de protegir la Xina dels atacs de les tribus mongoles i turques. Va començar a construir-se al segle iii aC, tot i que la majoria de les fortificacions visibles actualment són les construïdes entre el segle xiv i el començament del segle xvi, durant la dinastia Ming.
La Gran Muralla és l'estructura més llarga del món construïda pels humans pel que fa a superfície i massa. La muralla s'estén, en forma d'arc que gairebé traça les fronteres del sud de Mongòlia, al llarg d'uns 20.000 km. Va des del congost de Shanhai (o Shanhaiguan) al golf de Bo Hai (a l'est), fins a Lob Nor a l'oest. Es compon de 6.259,6 km de seccions de muralla, 359,7 km de trinxeres i 2.232,5 km de barreres defensives naturals, com ara turons i rius.
Fou construïda, reconstruïda i restaurada entre els segles V aC i el segle xvi. Servia principalment per a protegir les fronteres del nord de l'Imperi xinès durant el regnat de successives dinasties. Des del segle v aC, s'han construït diverses muralles, totes aquestes referents a la Gran Muralla.
Sobre la muralla hi havia més d'un milió de sentinelles que vigilaven les muralles de Ming. S'estima que van morir entre dos i tres milions de persones durant la construcció, el projecte més llarg del món, que va durar segles.
Hi ha la creença que és l'única construcció humana que es pot apreciar des de l'espai exterior, però la realitat és una altra: els astronautes han confirmat que la Gran Muralla no és fàcilment visible a ull nu des de l'òrbita terrestre baixa, especialment perquè el seu color i textura es confonen amb el paisatge natural que l'envolta, a diferència d'altres infraestructures complexes com grans aeroports o els hivernacles d'Almeria.
La Gran Muralla va ser declarada l'any 1987 Patrimoni de la Humanitat per la UNESCO.

## Origen

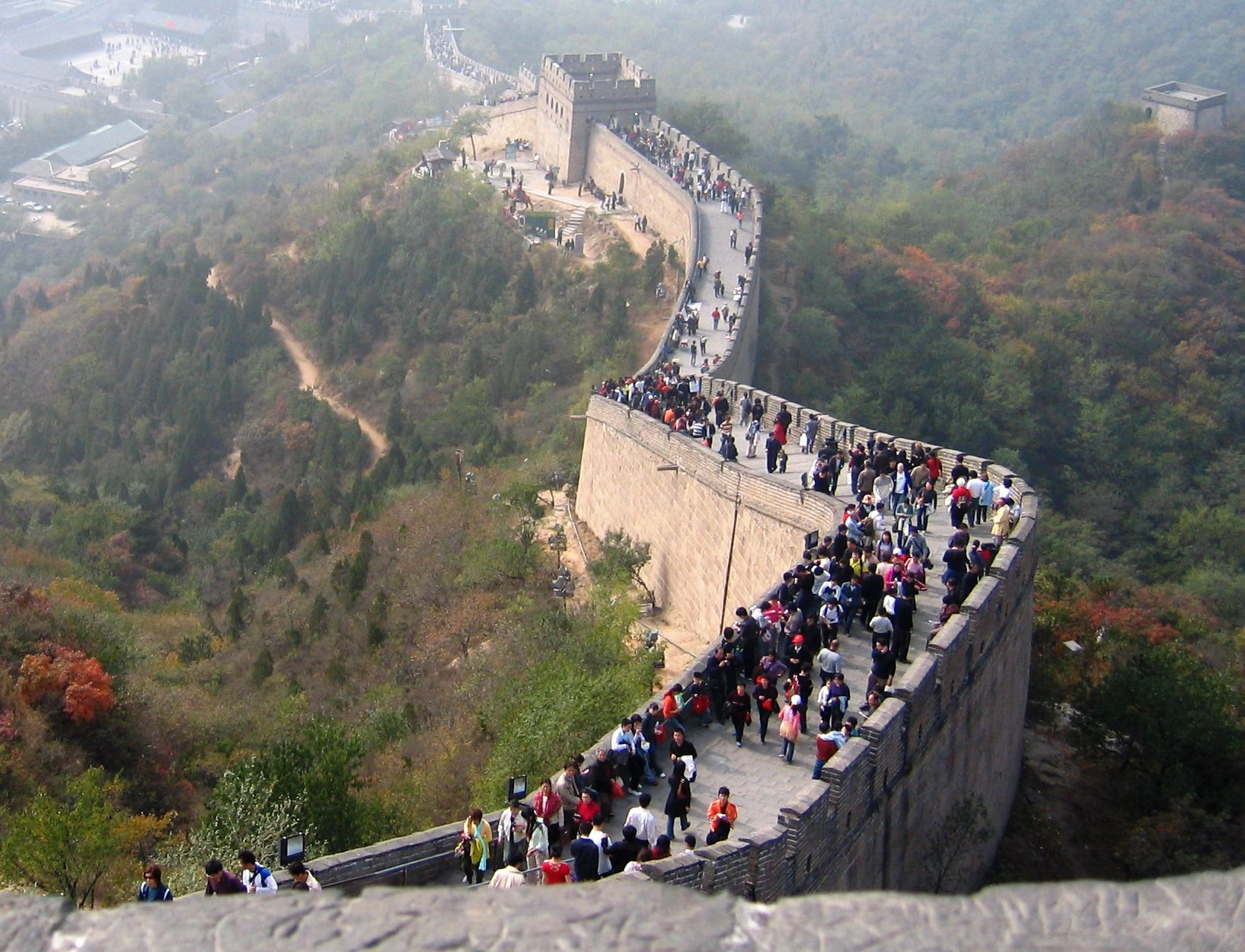
Riuada de gent a la Gran Muralla

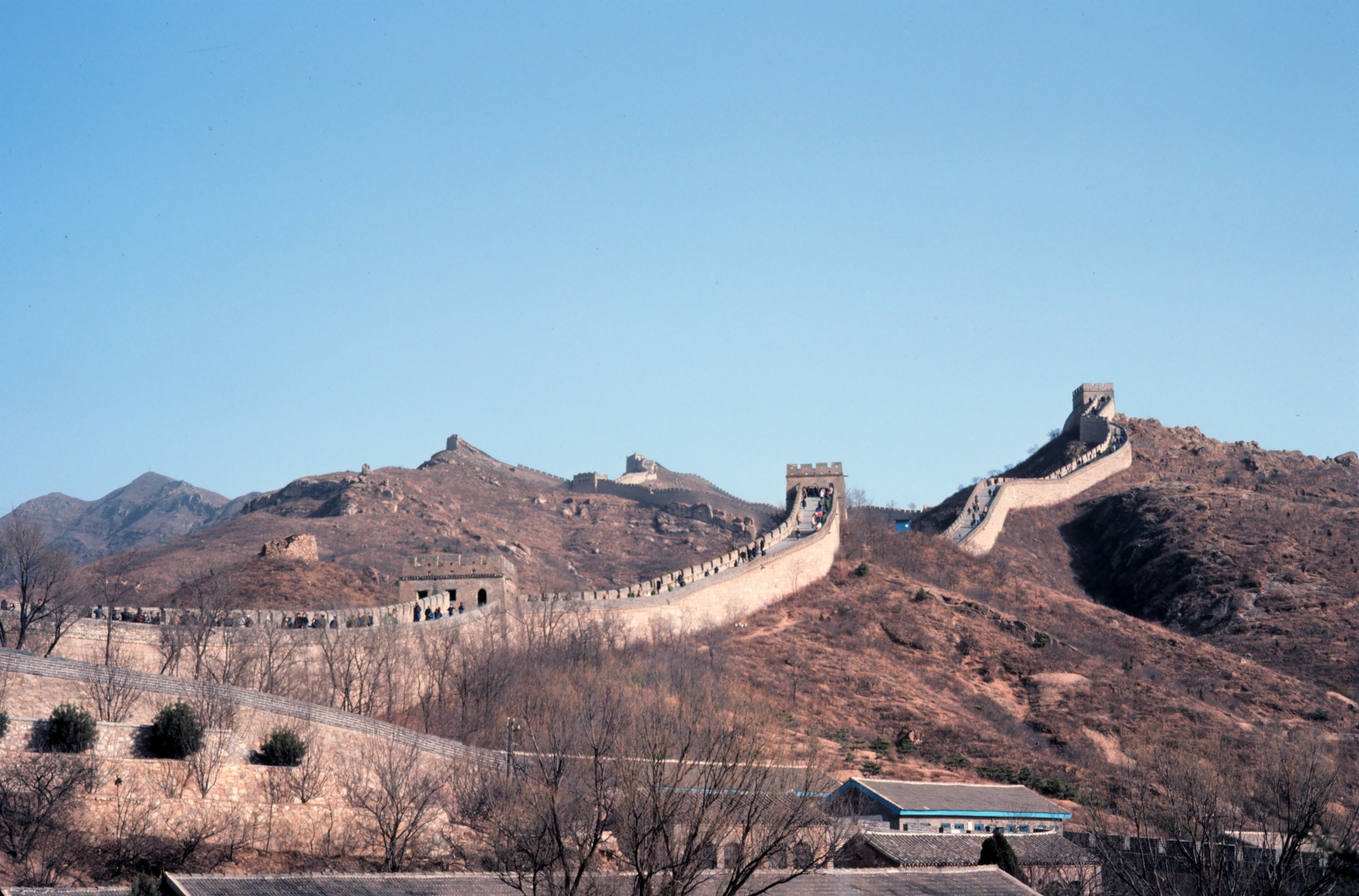
Fragment de la Gran Muralla Xinesa

Durant el període dels Regnes Combatents, des del segle v aC fins a l'any 221 aC, els estats de Qi, Yan i Zhao van construir fortificacions llarguíssimes per defensar les seves fronteres. Es construïen per resistir els atacs de petites armes, com per exemple espases i llances. Aquestes muralles, majoritàriament, es van construir incrustant sorra i grava entre marcs de fusta.
Des del segle iii aC, es van anar construint diferents fortificacions contra els atacs de les poblacions nòmades del nord, que habitaven les planures avui ocupades per Mongòlia i Manxúria. Si bé no impedia l'accés a les hordes nòmades (té una alçada mitjana de 7 m), sí que impossibilitava l'accés a cavall.
La muralla més famosa es va construir entre els anys 220-200 aC pel primer emperador xinès, Qin Shi Huangdi, de la qual només es conserva una petita part. Aquesta es va construir molt més al nord que la muralla actual construïda durant la dinastia dels Ming. Qin Shi Huang va conquerir tots els estats enfrontats, va unificar la Xina l'any 221 aC i va fundar la dinastia Qin. Per tal d'intentar imposar una dinastia centralitzada i prevenir la reaparició dels senyors feudals, va fer destruir totes les muralles que dividien el seu imperi. Per protegir l'imperi contra les intrusions de la gent de Xiongnu provinents del nord, va ordenar construir una nova muralla que connectés les fortificacions que encara es conservaven al llarg de la frontera nord del nou imperi.
Com que era complicat transportar la gran quantitat de material que es necessitava, els constructors sempre van intentar fer servir els recursos que trobaven al seu territori. Feien servir les pedres de les muntanyes en les zones muntanyoses i la terra en les planes. Els camperols que morien durant la construcció s'enterraven dins de la muralla; més tard, foren desenterrats pels arqueòlegs. No es conserva cap document històric que confirmi la longitud i traçat exactes de les muralles de la dinastia Qin. Més tard, les dinasties Han, Sui, del nord, i Jin van restaurar, reconstruir i expandir parts de la Gran Muralla per defendre's dels conqueridors del nord.

### Períodes de construcció
Tradicionalment, es divideix la història de la construcció de la Gran Muralla en cinc parts:

#### Període anterior a la unificació de la dinastia Qin
Al segle viii aC, en el començament del període conegut com a Primaveres i Tardors, la Xina segueix un sistema feudal: el territori es divideix en centenars de feus o estats dirigits per prínceps, en teoria, tots reunits sota els reis de la dinastia Zhou.
Però, amb el temps, aquests feus van ser annexats pels prínceps formant grans principats al segle vi aC; alguns d'aquests van ser l'estat de Chu i Wu; Xina era ràpidament fragmentada en diversos regnes independents: és el començament del període dels Regnes Combatents.
En aquell temps, diversos estats es comprometen a la construcció de murs per protegir-se dels seus veïns i de pobles estrangers. Així, al voltant del segle v aC, l'estat de Qi inicia la construcció d'un mur, algunes de les seves parts es mantenen encara en peu. A mitjans del segle iv aC, l'estat de Wei va començar la construcció d'un mur a la frontera occidental, prop de Qi, i un segon mur en la frontera oriental. Va ser imitat pels estats de Yan i Zhao.
Comunament, la tècnica utilitzada per a realitzar les parets va ser de capes de terra d'uns pocs centímetres que s'apilonen una a sobre d'una altra. Les juntes de fusta s'extreuen, deixant una paret de terra. Aquest mètode podria desenvolupar ràpidament sòlids murs que poden resistir segles. Actualment, poc queda de la infraestrutura alçada per la dinastia Qin.

#### Període de la dinastia Qin

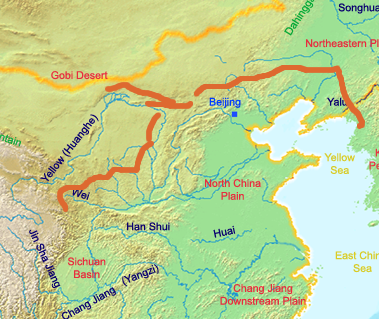
Traçat temptatiu de muralla que es mostra en vermell en el període de la dinastia Qin

L'any 221 aC, Qin Shi Huang conquerí tots els estats que se li oposaven i va unificar Xina establint la dinastia Qin. La intenció era d'imposar un poder central i evitar el ressorgiment dels senyors feudals; va ordenar la destrucció de les muralles que dividien el seu imperi al llarg de l'antiga frontera. Després dels atacs de les tribus Xiongnu al nord, va enviar el general Meng Tian, per assegurar-se de la derrota dels Xiongnu i, a continuació, emprengué la construcció d'un mur més enllà del riu Groc per protegir millor els nous territoris conquerits connectant la resta de fortificacions al llarg de la nova frontera nord. El transport d'una gran quantitat de materials necessaris per a la construcció va ser difícil, per tant, els constructors van utilitzar els recursos locals com les pedres en les construccions de muntanya i la terra piconada per a la construcció a la plana.
No hi ha registres històrics que indiquin la longitud exacta i el traçat de muralla en la dinastia Qin, però tot i el debat entre els historiadors i l'absència d'esdeveniments històrics, la Gran Muralla construïda per la dinastia Qin roman en la imaginació popular xinesa com una colossal obra amb el sobrenom de "mur de deu mil li" (5.760 km en el valor de li de la dinastia Qin).

#### Període de la dinastia Han

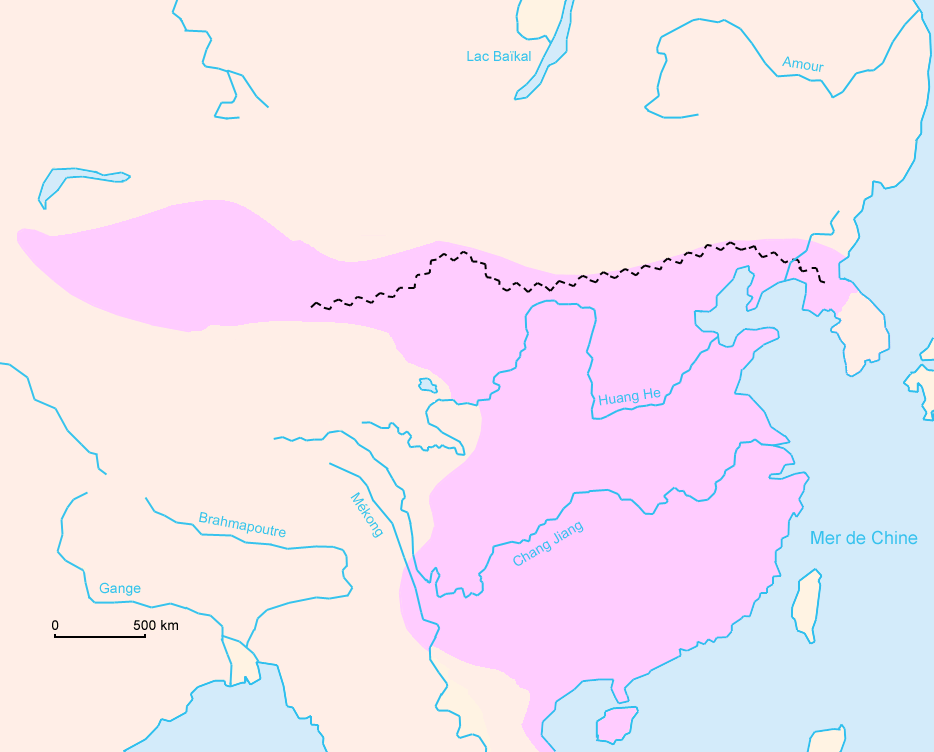
La muralla es mostra en el període de la dinastia Han

En el 210 aC, l'emperador Qin Shihuang va morir i la dinastia Qin que va fundar va sobreviure uns pocs anys. En el 202 aC, Liu Bang, un antic soldat d'origen camperol que va ser mestre xinès, es va proclamar emperador amb el nom Han Gaozu. Debilitada per l'anterior guerra de successió contra el general Xiang Yu, Gaozu abandona el manteniment de la muralla de l'era Qin, i quan els Xiongnu, ara units en una confederació, estaven amenaçant en la frontera, Gaozu, en lloc d'adoptar una ofensiva utilitzant les parets igual que Qin Shi Huang, tracta d'aconseguir la pau amb homenatges i una "harmoniosa unió" o heqin, és a dir, el subministrament xinès de princeses per als caps Xiongnu. Durant diverses dècades, els seus successors faran el mateix. No obstant això, la Gran Muralla no està completament abandonada: sota el domini de l'emperador Han Wudi, s'hi recomana l'establiment de fronteres tuntia (tipus d'assentaments militars agraris), protegits per petits murs per colonitzar la regió i impedir les incursions Xiongnu.
El 134 aC, l'statu quo entre els xinesos i els Xiongnu va ser trencat i, a diferència dels seus avantpassats, Han wudi va decidir prendre una ofensiva contra la confederació Xiongnu i va iniciar el 129 aC una primera ofensiva, seguida de moltes altres. Wudi va restaurar i va connectar porcions de la muralla de la dinastia Qin i després la va estendre a través del que es convertiria en la ruta de la Seda. El 119 aC, els Xiongnu són expulsats a través del desert de Gobi a la Mongòlia interior, i una nova secció del mur, de 400 km de llarg, va ser construïda i es conserva actualment.
L'any 9 dC, la dinastia Han es veu enfosquida per l'efímera dinastia Xin, abans de ser restaurada el 23 dC per l'emperador Geng Shi di, que ha de fer front a les guerres civils i, quan l'emperador Guang Wudi va ascendir al tron dos anys després, el seu exèrcit és massa feble per contenir eficaçment els Xiongnu. Va ordenar la construcció de quatre nous murs per frenar-ne l'avanç i protegir la capital. Finalment, al voltant del 48, els Xiongnu van experimentar lluites internes i es divideixen en dos grups: Xiongnu del nord i Xiongnu del sud. Els Xiongnu del sud serveixen d'amortiment entre els seus homòlegs al nord i la Xina estava disposada a coexistir amb ells.
Al final de la dinastia Han, la Xina es va dividir en tres regnes separats per fronteres, fent de la construcció i el manteniment de les grans parets irrellevant.

#### Període de baixa activitat
Des del període dels Tres Regnes (220) fins a la darreria de la dinastia Yuan (1300), la muralla no va experimentar grans canvis i extensions, tret de reconstruir-ne sectors desgastats. Destaquen petits períodes de construcció al segle v al vii i els segles xi al xiii.

#### Període de la dinastia Ming

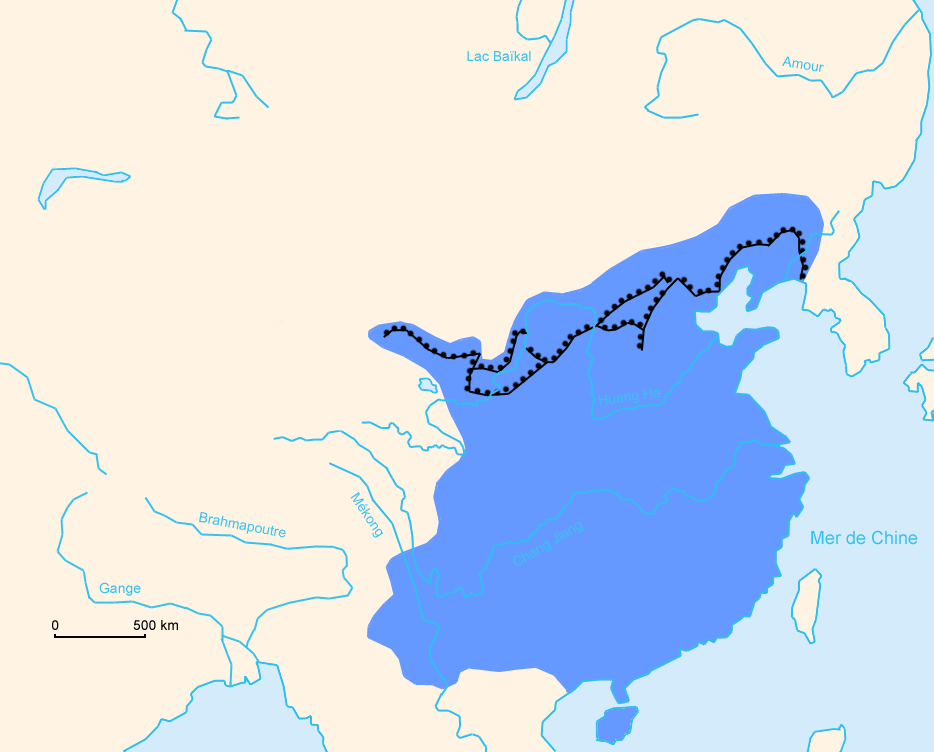
La muralla durant la Dinastia Ming

La Gran Muralla com a concepte es va revifar de nou durant la dinastia Ming, després de la derrota de l'exèrcit pels oirats en la batalla de Tumu, el 1449. Els Ming no van tenir-hi una clara victòria i van adoptar una nova estratègia per mantenir les tribus nòmades allunyades de la capital mitjançant la construcció de murs al llarg de la frontera nord de la Xina.
A diferència de les anteriors fortificacions, la construcció de Ming va ser més forta i més elaborada a causa de la utilització de maons i pedra en comptes de terra piconada. Com a conseqüència de les incursions mongoles al llarg dels anys, es van dedicar considerables recursos per reparar i reforçar-ne les parets. Les seccions Ming prop de la capital, Pequín, són especialment fortes i resistents.
Cap al final de la dinastia Ming, la Gran Muralla defensava l'imperi en contra de la invasió manxú, que va començar al voltant de 1600. Sota el comandament militar de Yuan Chonghuan, l'exèrcit Ming va bloquejar l'avanç manxú a l'altament fortificat pas Shanhaiguan, prevenint que entressin al cor xinès. Els manxús, finalment, van ser capaços de creuar la Gran Muralla el 1644, quan les portes es van obrir a Shanhaiguan per Wu Sangui, un general que estava en contra de les activitats dels governants de la dinastia Shun, que va succeir per un breu període la dinastia Ming. Els manxús, ràpidament, van ocupar Pequín i van derrotar la recentment fundada dinastia Shun i la resta de la resistència, per establir la dinastia Qing.
Amb els Qing com a governants, Mongòlia es va annexar a l'imperi, de manera que la construcció i reparacions a la Gran Muralla es van interrompre a causa del fet que van deixar de ser necessàries.

### Primeres notícies a Occident sobre la muralla
El viatger nord d'Àfrica Ibn Battuta, que va ser a Guangzhou ca. 1346, va informar entre els musulmans locals sobre la muralla que, segons l'Alcorà, l'havia construïda Dhul-Qarnayn per contenir Gog i Magog. Ibn Battuta explicava que la muralla era "a seixanta dies de viatge" de la ciutat de Zeitun (Quanzhou), si bé Alexander Hamilton Rosskeen Gibb va assenyalar que Ibn Battuta va confondre la Gran Muralla de la Xina amb la construïda per Dhul-Qarnayn.
Això indica que els àrabs podien haver sentit parlar de la Gran Muralla xinesa durant els períodes històrics anteriors de la història de la Xina, associant-la amb la muralla de Gog i Magog de l'Alcorà. Però, en tot cas, ningú dels interlocutors d'Ibn Battuta a Guangzhou l'havia vista ni coneixia ningú que l'hagués vista, cosa que implica que, posteriorment a Yuan, l'existència de la Gran Muralla no era en la memòria de la gent, si més no de les comunitats musulmanes de Guangzhou.
Poc després que els europeus arribessin a la Xina Ming, al segle xvi, els contes sobre la Gran Muralla varen començar a circular per Europa, tot i que cap europeu va anar a veure-la amb els seus propis ulls fins un segle més tard. La primera descripció de la muralla, i la seva importància per a la defensa del país contra els "tàtars" (és a dir, els mongols), va ser la continguda en la Tercera dècada de João de Barros, dins Àsia (publicada el 1563). Curiosament, el mateix Barros mai no va viatjar a Àsia, però va ser capaç d'utilitzar els llibres xinesos portats a Lisboa pels comerciants portuguesos. Un dels primers registres d'un viatger occidental que va visitar la Xina a través d'un pas de la Gran Muralla (Jiayuguan, en aquest cas) pot ser el del jesuïta portuguès Bento de Góis, que havia arribat el nord-oest de la Xina, la porta de l'Índia, el 1605.

## Arquitectura

### Materials
Els materials utilitzats són els disponibles en els voltants de la construcció. Prop de Pequín es va utilitzar pedra calcària. En altres llocs, es va utilitzar granit o maó cuit. Bàsicament, era una llarga tàpia d'argila i sorra, coberta amb diverses parets de maó. Això la va fer molt resistent als impactes d'armes de setge.
Pel que fa a la paret de la dinastia Qin, la primera matèria depèn del que localment és disponible, mentre que el disseny i la ubicació de torres de vigilància, casernes i els passatges són seleccionats en avaluar els avantatges estratègics que ofereix la configuració física de les regions. Les parets es construeixen en capes alternes de grava triturada i canyes; van ser cobertes amb argila per protegir-les de l'erosió i fer-les més difícils d'escalar.

### Portes
- Pas Juyong (居庸关) o "pas del Nord", conegut com a Badaling. Aquesta secció del mur ha tingut molts guàrdies per defensar la capital, Pequín. De pedra i maons dels turons, aquesta part de la Gran Muralla és de 7,8 metres d'altura i 5 metres d'amplada.
- Pas Jiayuan (嘉峪关) o "pas de l'oest". Aquesta fortalesa és a prop de la vora occidental de la Gran Muralla.
- Pas de Shanhaiguan. Aquesta fortalesa es troba a prop de les vores de la part oriental de la Gran Muralla.

### Seccions destacades
- Una de les seccions més destacada de la Gran Muralla Ming és on puja vessants molt costeruts. Recorre 11 quilòmetres de llarg, de 5 a 8 metres d'alçada i una amplada de 6 metres a la part inferior, fins a 5 metres a la part superior. Té 67 torres de vigilància i està a 980 metres sobre el nivell del mar.
- 25 km a l'oest de Tian Ling Liao, la paret és d'una alçada molt baixa. Els arqueòlegs expliquen que el mur sembla de plata perquè la pedra que utilitzaven era de Shan Xi, on es troben moltes mines. La pedra conté un alt grau de metall i això fa que sembli d'argent. Tanmateix, a causa dels anys de decadència de la Gran Muralla, és difícil veure la part de plata de la paret el dia d'avui.

### Torres de vigilància i casernes

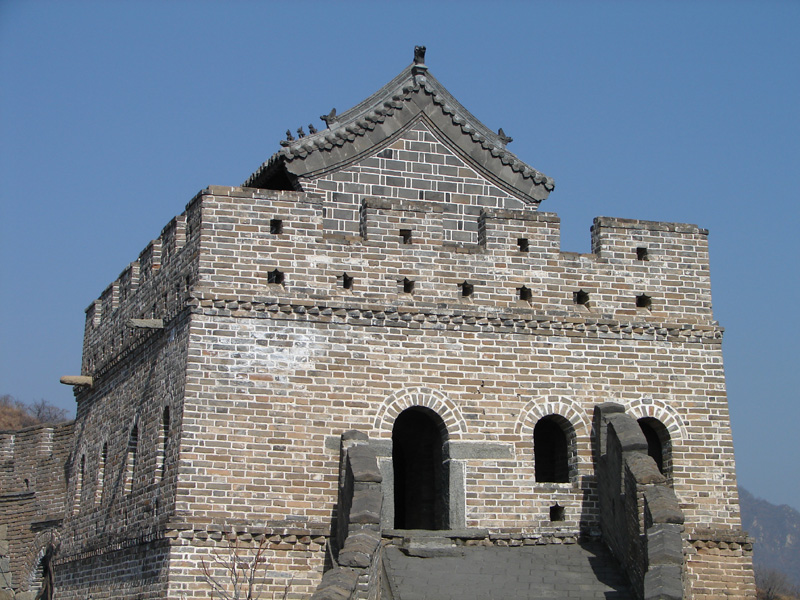
Caserna

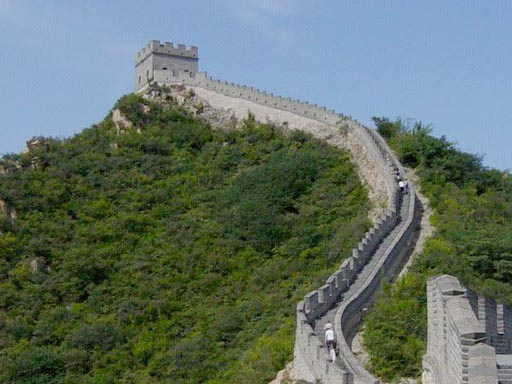
Torre de vigilància

Els forts van ser construïts al llarg de les parets, o directament integrats a les parets amb un sistema de senyals de fum per a impedir un atac dels Xiongnu. Per aconseguir la prompta arribada de reforços, l'exèrcit va fer ús de la llum, principalment per a la cavalleria, i amb senyals de fum. La Gran Muralla també passa a través de les principals rutes comercials, la qual cosa permetia el control de les importacions.
Cada torre té escales úniques i d'accés difícil, de manera que confongui l'enemic. Les casernes i els centres administratius van ser ubicats a grans distàncies.
Al llarg de la muralla, existeixen merlets en la fila superior de la gran majoria de la paret, amb espais defensius d'una mica més de 30 centímetres d'alçada, i al voltant de 23 cm d'ample.

## Recorregut
Les províncies, municipalitats i regions autònomes per les quals passa la muralla són (per ordre alfabètic, pel fet que la ramificació de l'estructura no permet fer-ne un seguiment continu): Gansu, Hebei, Henan, Hubei, Hunan, Jilin, Liaoning, Mongòlia interior, Ningxia, Pequín, Qinghai, Shaanxi, Shandong, Shanxi, Sichuan, Tianjin i Xinjiang.

## Conservació

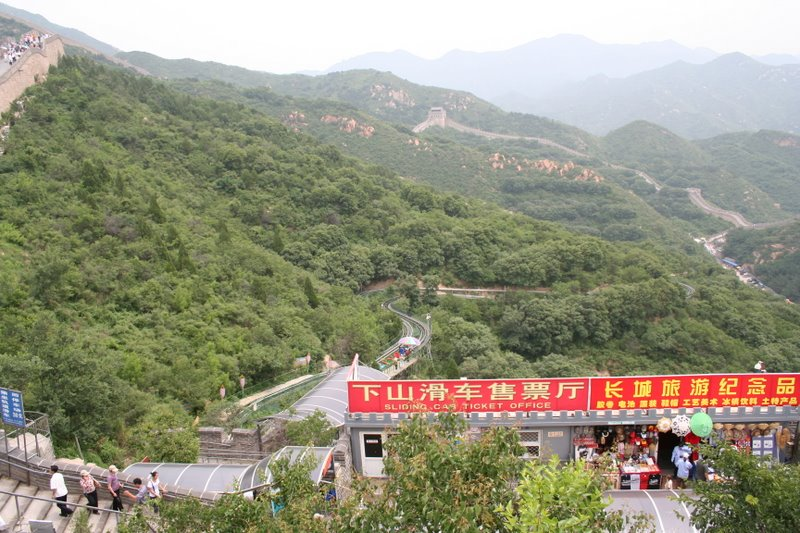
Baixant de la muralla relliscant en carrets, aquests turistes estan visitant-ne una de les parts, al nord de Pequín, que s'han reconstruït

Si bé algunes parts al nord de Pequín i prop de centres turístics s'han conservat, i fins i tot reconstruït, en molts llocs el mur és en mal estat. Les parets han servit com a font de pedres per a la reconstrucció d'habitatges i carreteres. Les seccions del mur també són víctimes de grafits i vandalismes. Se n'ha destruït també alguna secció, i ara està reconstruïda. No hi ha hagut mai un inventari exhaustiu de la paret, per la qual cosa no és possible dir quanta part en sobreviu, especialment en les zones remotes.
Més de seixanta quilòmetres de la paret a la província de Gansu poden desaparèixer en els 20 anys següents, a causa de l'erosió de les tempestes de sorra. En aquests llocs, l'alçada de la paret s'ha reduït de més de cinc metres a menys de dos. Les torres sentinelles que caracteritzen les més famoses imatges de la paret han desaparegut completament. Moltes seccions occidentals de la paret es van construir amb fang, en comptes de maons i pedres i, per tant, són més susceptibles a l'erosió. El 2014, un tram a prop de la frontera entre les províncies de Liaoning i Hebei fou reparada amb ciment, fet fortament criticat.

## Reconeixement des de l'espai
El llibre de Richard Halliburton, Second Book of Marvels, publicat el 1938, afirmava que la Gran Muralla xinesa és l'única construcció humana visible des de la lluna i la publicació de Ripley Encara que vostè no s'ho cregui de la mateixa dècada assegurava una cosa semblant. Aquesta creença ha persistit i ha adquirit un estatus de llegenda urbana, fins i tot s'ha inclòs en llibres escolars. De fet, el 1887 ja s'especulava amb aquesta possibilitat. Arthur Waldron, autor de la història més fiable de la Gran Muralla, ha especulat que la creença pot provenir de la fascinació amb els "canals" que es creia que existien a Mart. La lògica era simple: si els terrícoles podien veure els canals de Mart, llavors els marcians podrien veure la Gran Muralla.

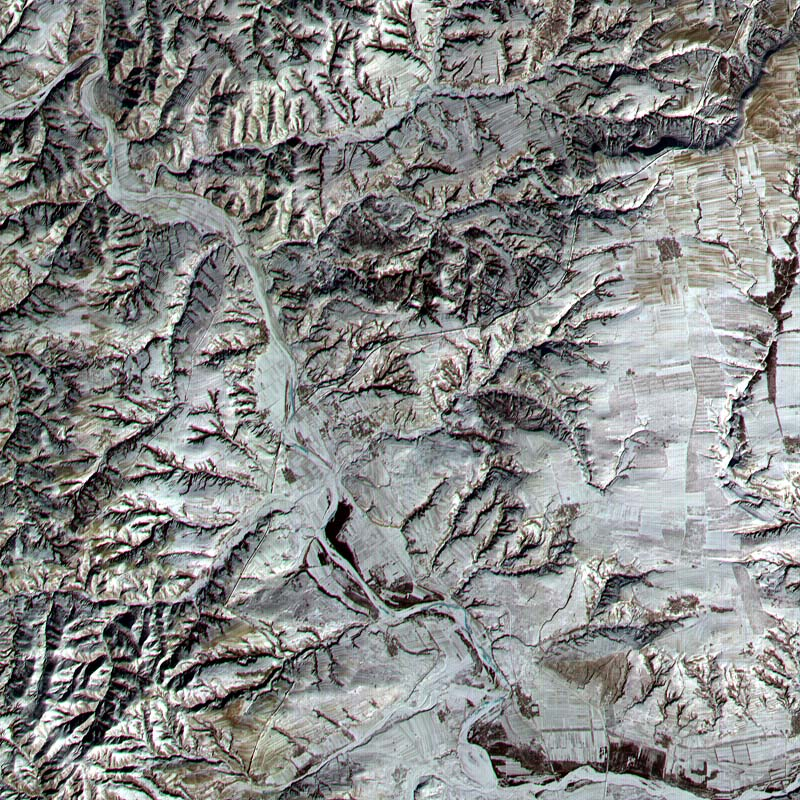
La gran muralla en imatge des d'un satèl·lit

De fet, la Gran Muralla fa pocs metres d'ample, té una mida aproximada al de les pistes de carreteres i aeroports i és gairebé del mateix color que el sòl que l'envolta. No és possible veure-la des de la distància de la lluna, i molt menys des de Mart. Si la Gran Muralla fos visible des de la lluna, seria fàcil veure-la des de l'òrbita terrestre, però des d'aquí és tot just visible i només amb condicions climàtiques perfectes. No és més visible que altres construccions humanes. L'amplada aparent de la Gran Muralla vista des de la lluna és la mateixa que la d'un cabell humà vist des de tres quilòmetres de distància. Per poder observar la muralla des de la lluna, caldria una resolució espacial 17.000 vegades superior a la visió normal (20/20).
L'astronauta William Pogue va pensar que l'havia vista des del Skylab, però va descobrir que, de fet, mirava al Gran Canal de la Xina, prop de Beijing. Va poder veure la Gran Muralla amb binoculars, i va concloure que "no era visible a simple vista". El senador Jake Garn va afirmar que va poder veure la Gran Muralla sense ajuda de binocles des de l'òrbita d'un transbordador espacial en els 80, però aquesta afirmació ha estat posada en dubte per diversos astronautes nord-americans. L'astronauta xinès Yang Liwei va dir que no va poder veure-la en absolut.
Neil Armstrong va afirmar: "No crec que, si més no amb els meus ulls, hi hagués cap construcció humana visible per mi. No he conegut a ningú que m'hagi dit que ha vist la Muralla xinesa des de l'òrbita terrestre. Ho he preguntat a molta gent, particularment a gent del transbordador, que han orbitat diverses vegades sobre la Xina durant el dia, i aquells amb qui he parlat no l'han vista".

## Ampliacions i modificacions
La muralla ha sofert 4 grans reestructuracions:
1. Al 208 aC per la dinastia Qin
2. Durant el segle i per la dinastia Han
3. Entre el 1138 i 1198
4. El 1368 per la dinastia Ming

## En els vídeojocs
La Gran Muralla ha servit com a teló de fons en molts videojocs; per incloure les principals:
- En el segon episodi de la Tomb Raider, Lara Croft porta a terme una missió a la Gran Muralla.
- En el Crash Bandicoot 3: Warped , moltes fases estan disponibles al llarg de la Gran Muralla.
- En l'expansió d'Euroforce, joc Battlefield 2, un nivell simula un atac de la Unió Europea contra la Xina a través de la Gran Muralla (entrant per Rússia).
- En el Titan Quest , en el passatge d'Àsia, és indispensable passar per la Gran Muralla.
- En el Moto Racer, una de les curses de motocròs té el paisatge de la Gran Muralla.
- En el Sonic Unleashed missions, les missions del nivell Dragon road (chu han) fan la impressió d'estar a la Gran Muralla.

## Galeria de fotos

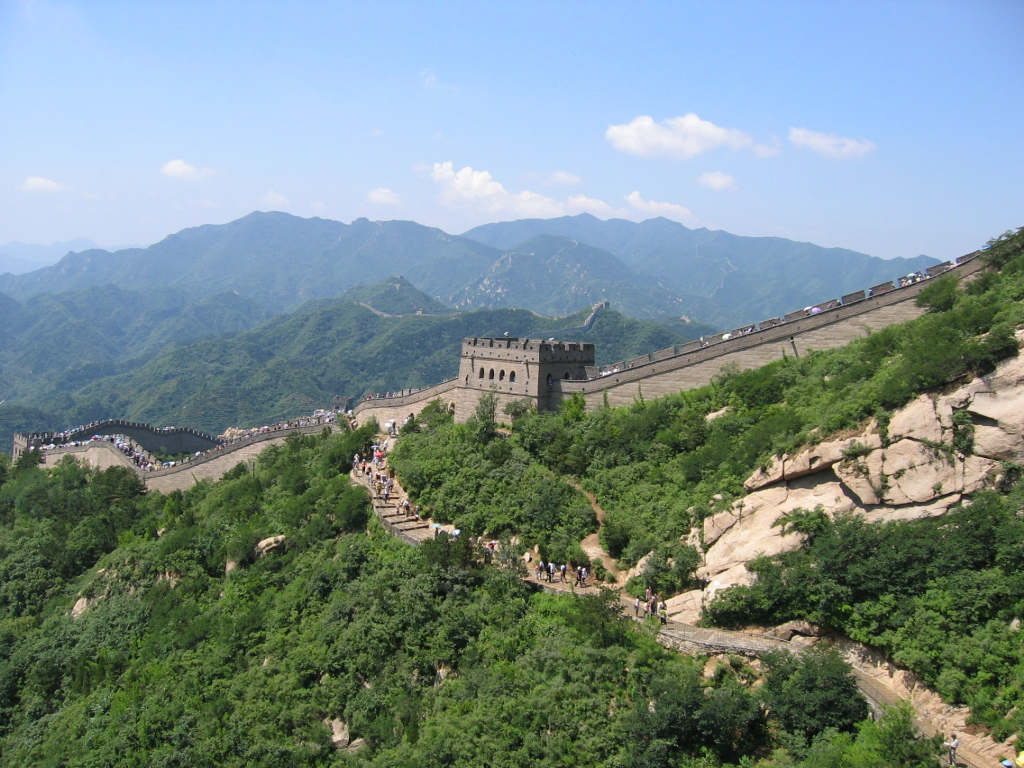
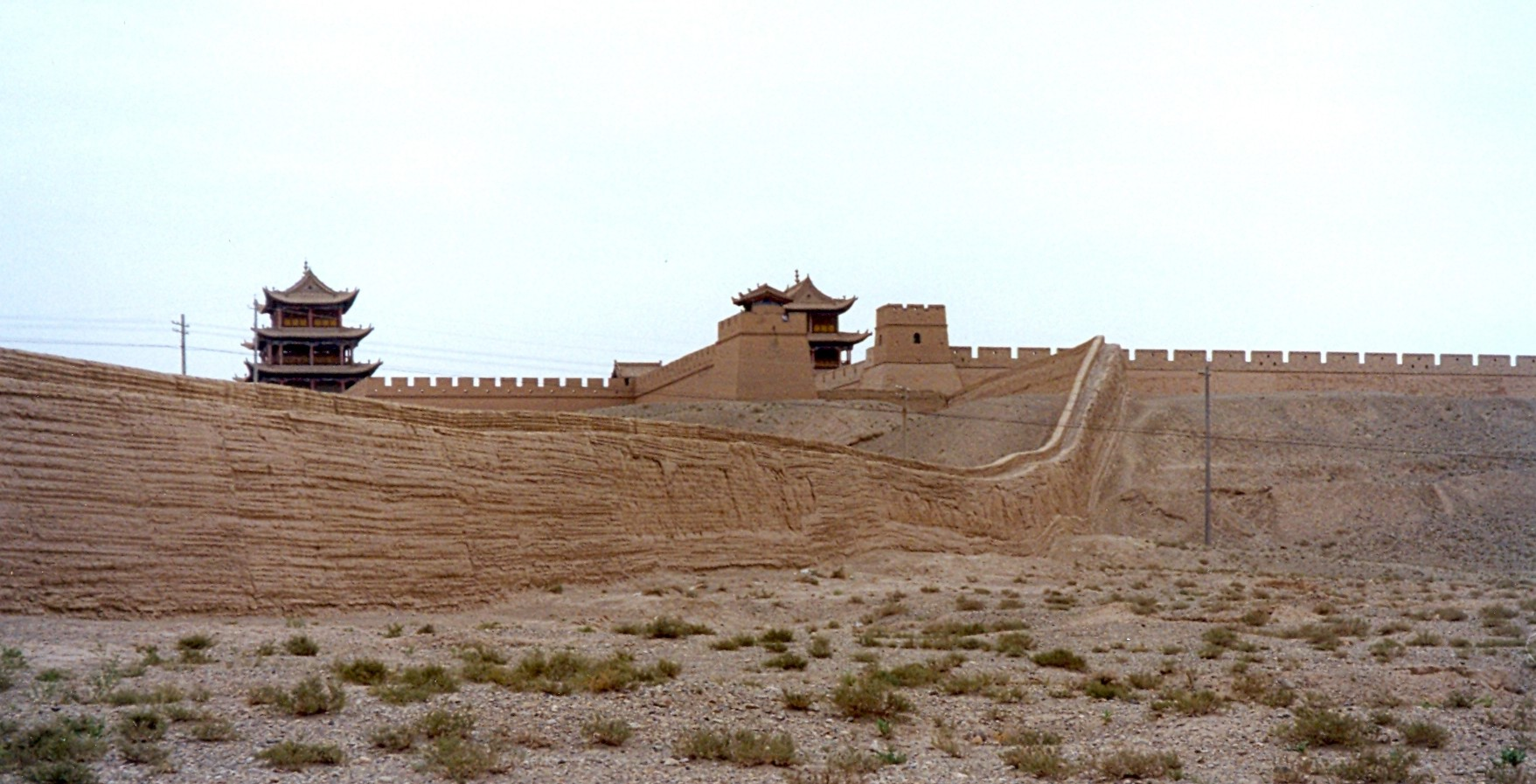
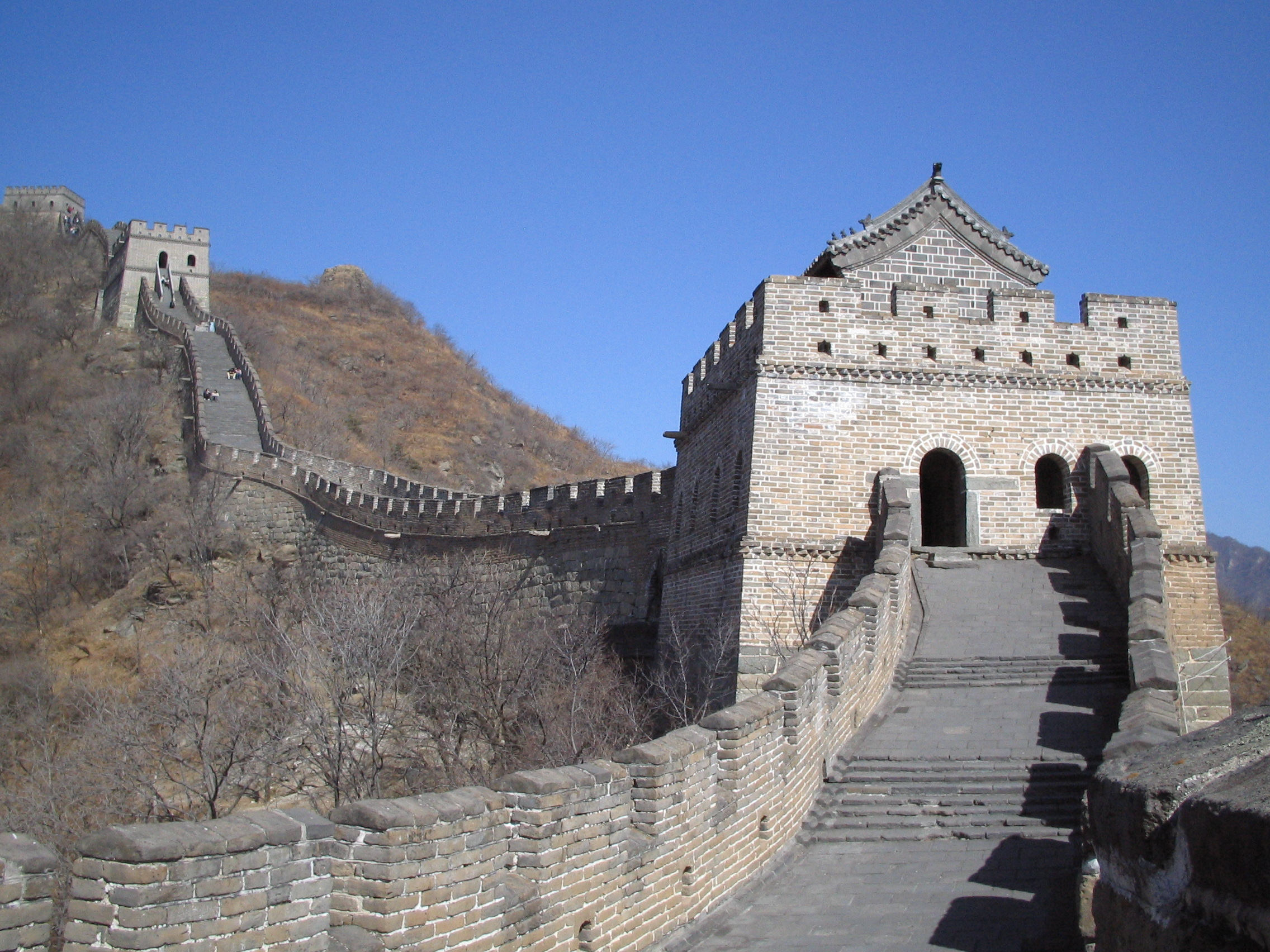
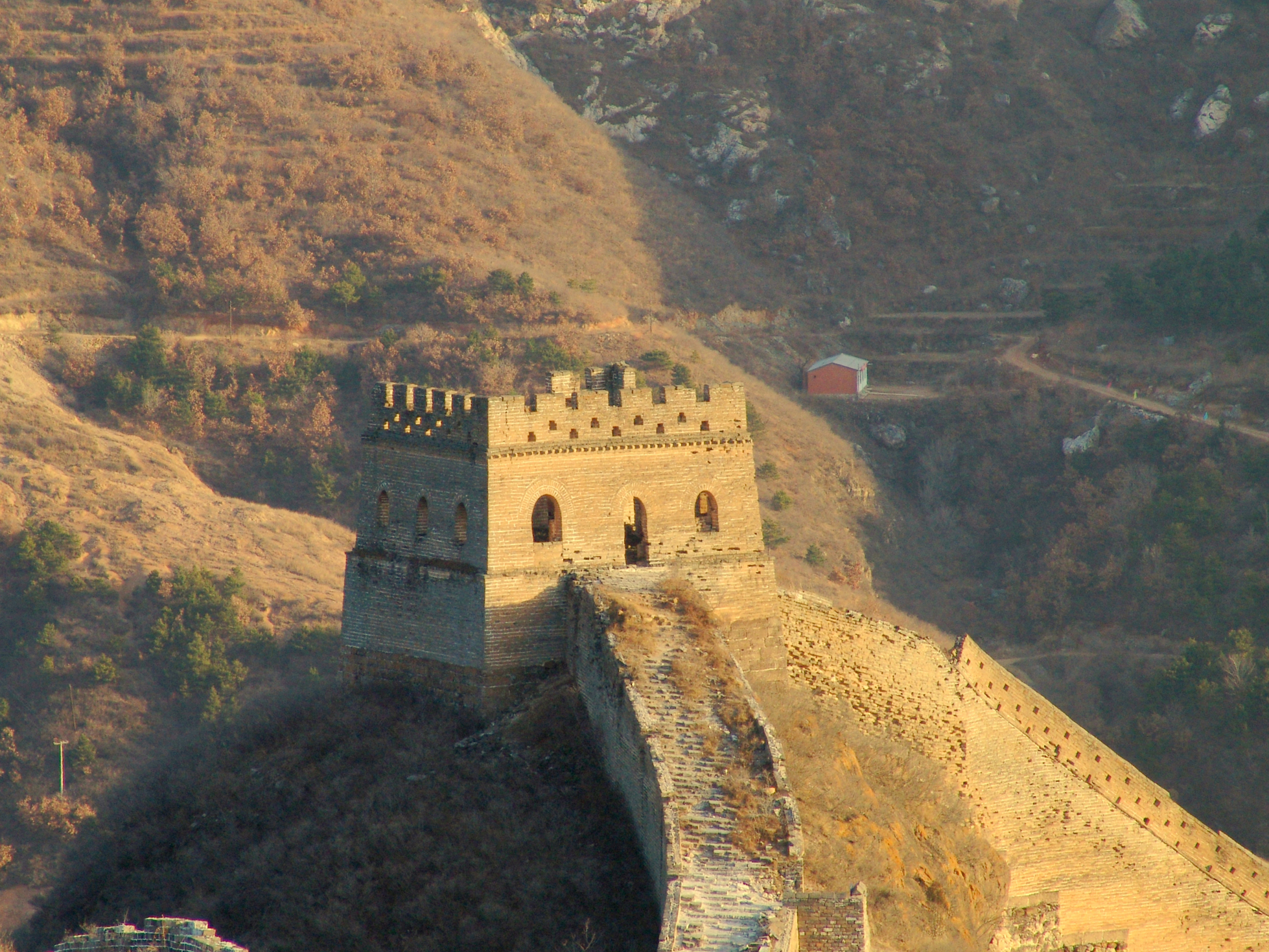
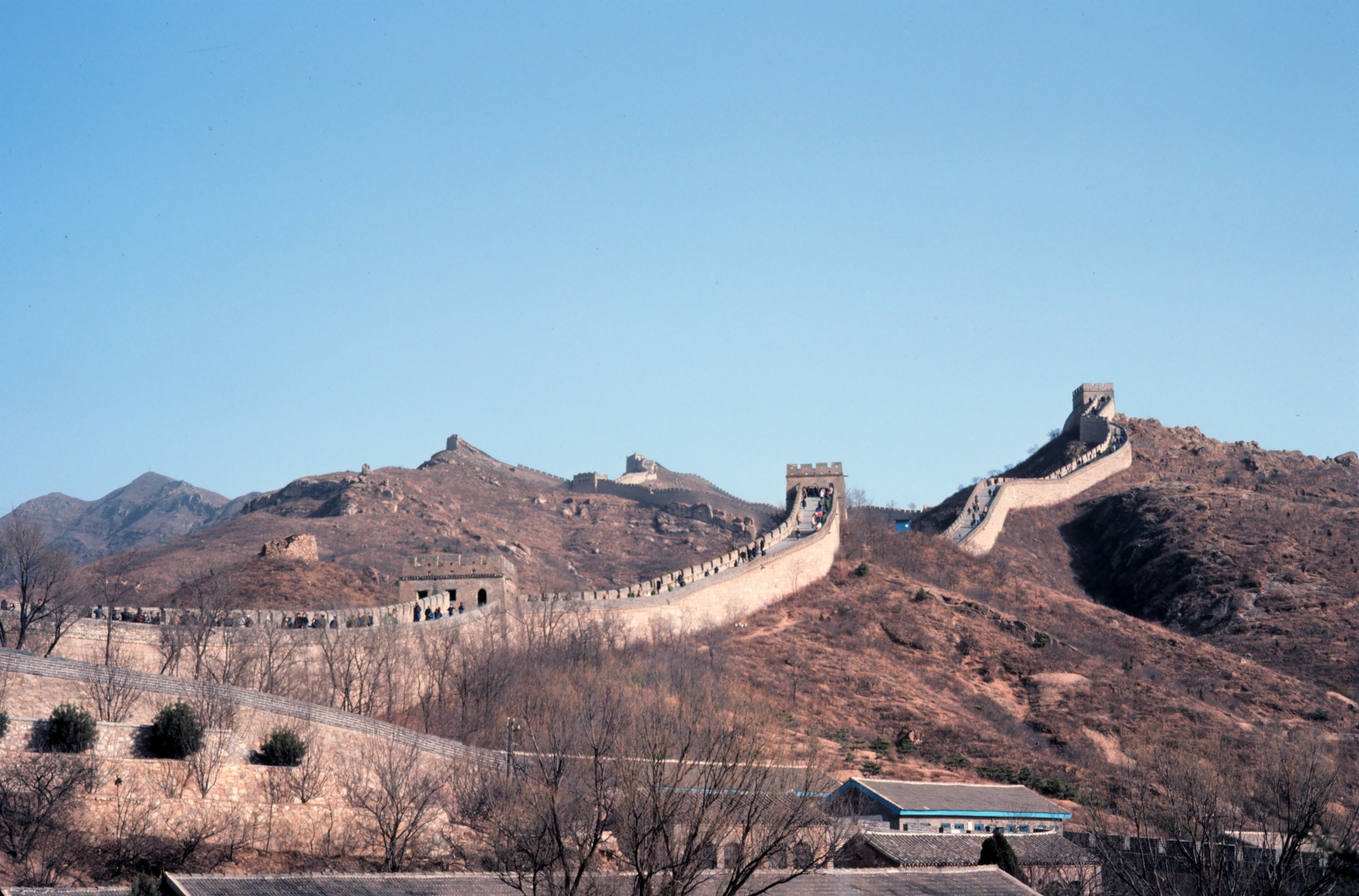
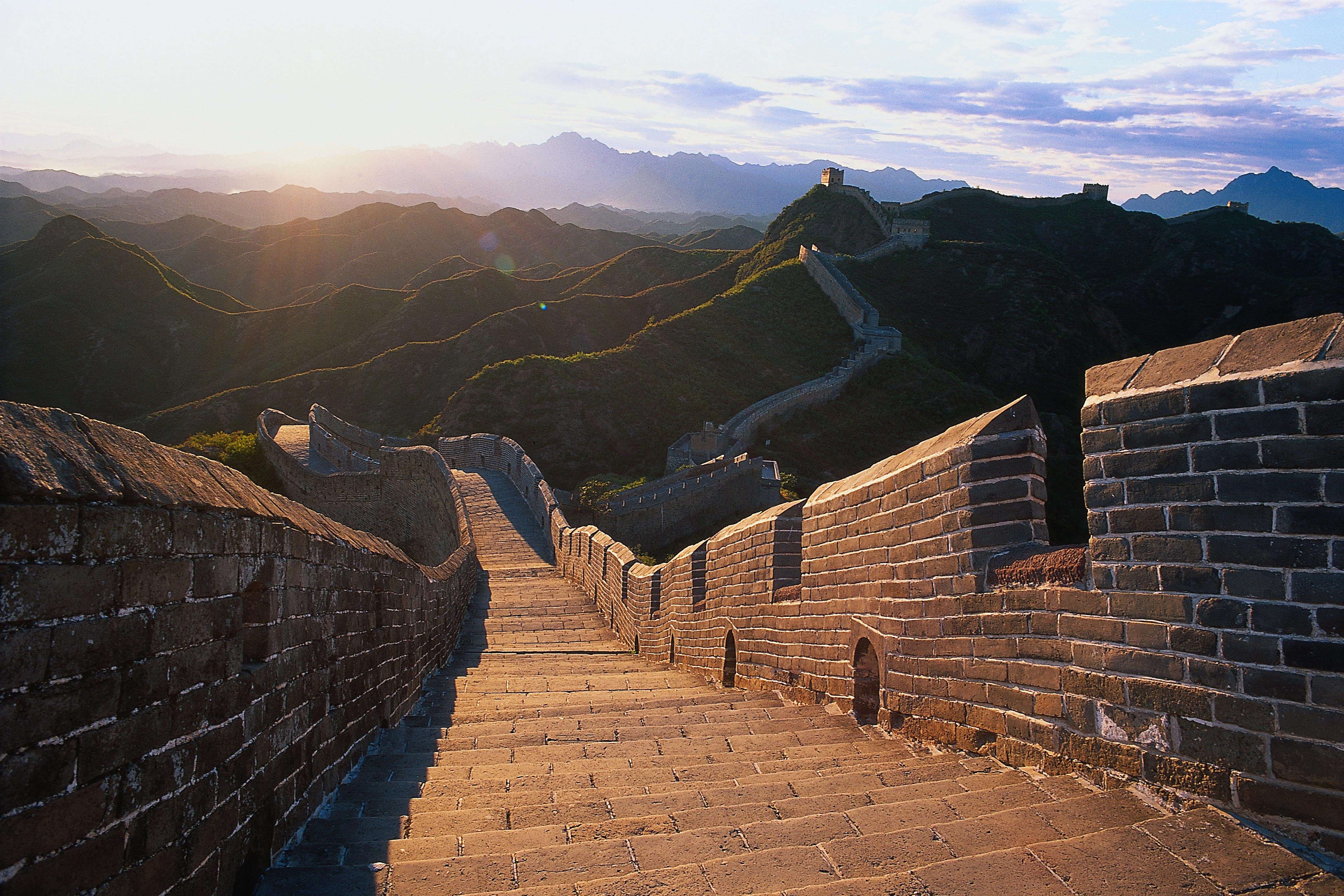
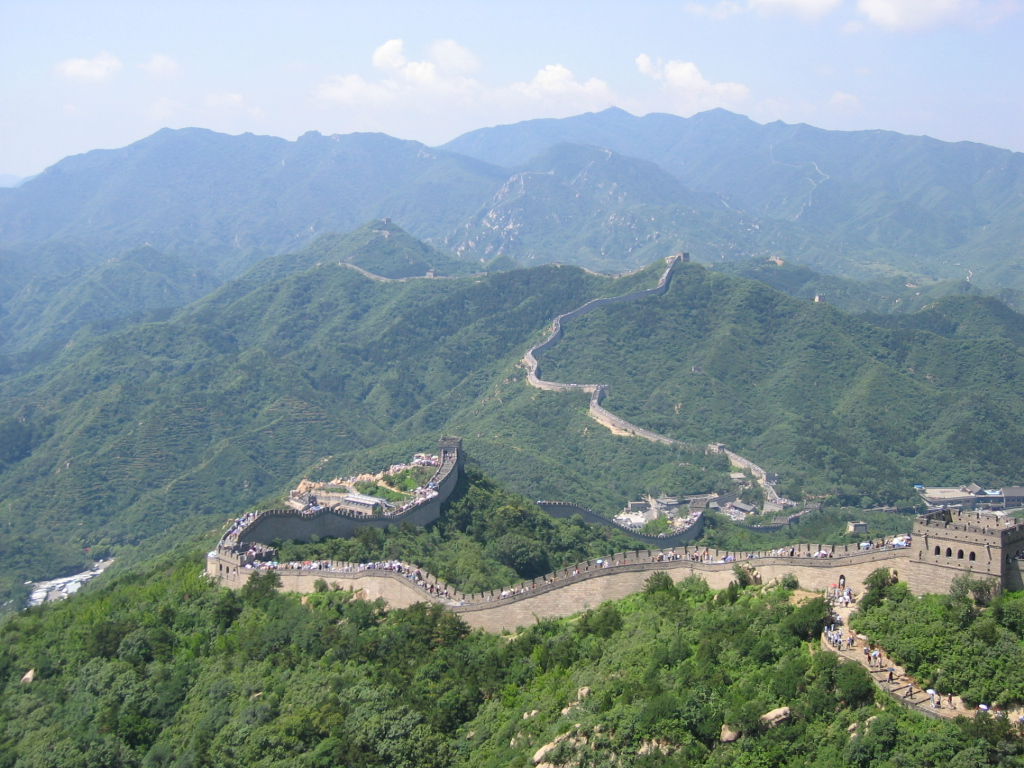
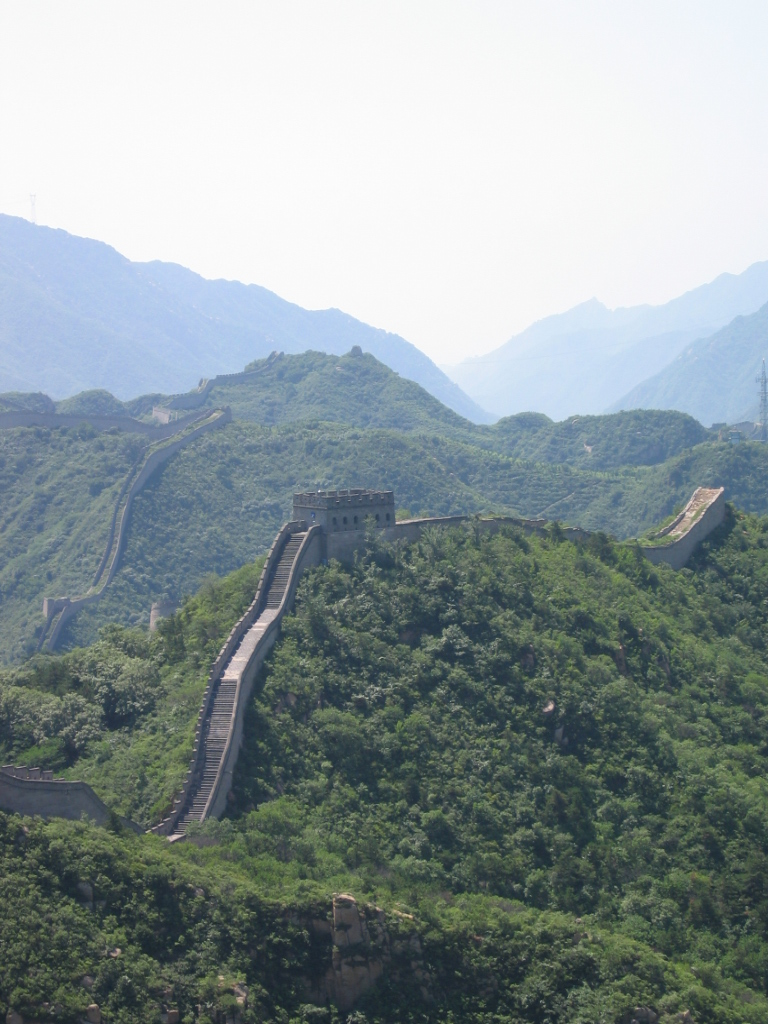
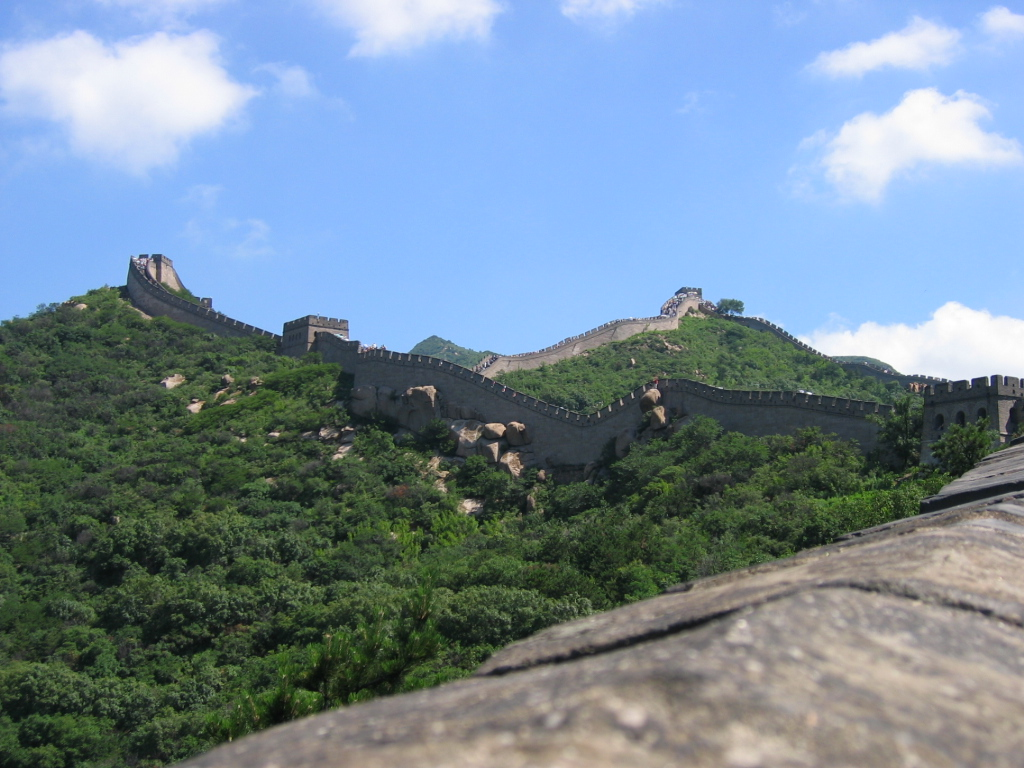
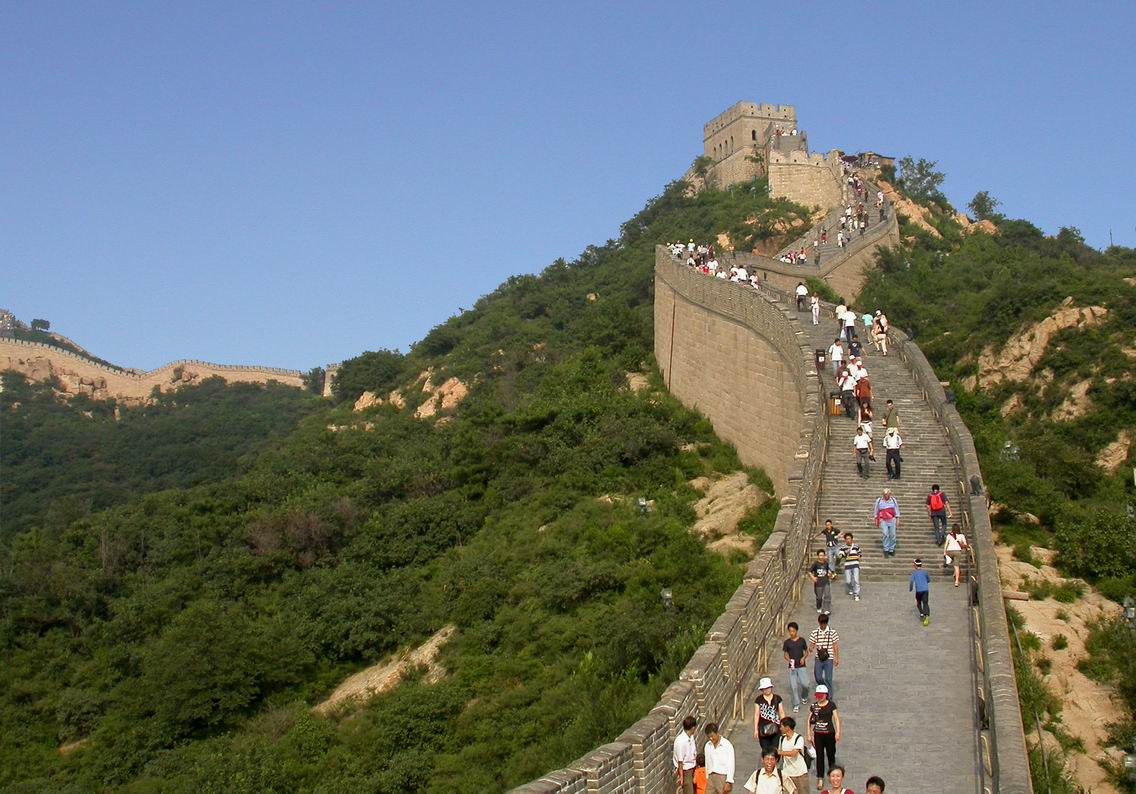
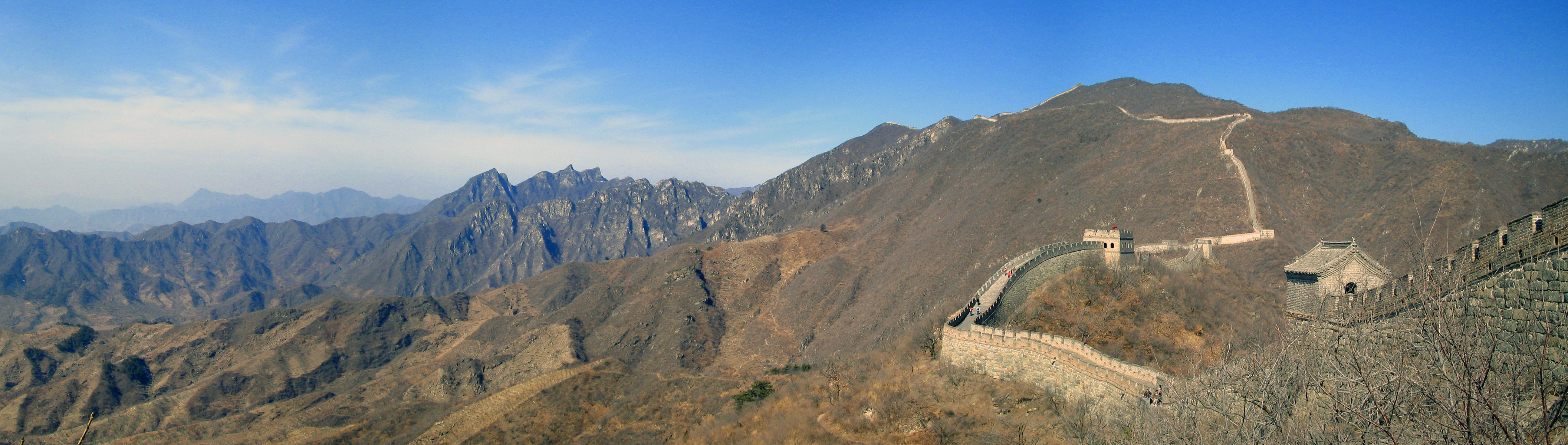